# Aury Guerrero Bowie
Aury Socorro Guerrero Bowie es una política colombiana, que se desempeñó como Gobernadora del Departamento de San Andrés y Providencia, entre 2012 y 2015. 

## Reseña biográfica
Realizó una licenciatura en Educación Preescolar en la Universidad de San Buenaventura, de Medellín, y se especializó en Gestión de Centros Educativos en la Universidad de Cartagena. Fue rectora del Colegio Luis Amigó.
En el sector público se desempeñó como Secretaria de Educación de los gobernadores Antonio Manuel Stephens, Leslie Bent Archbold y Álvaro Archbold Núñez.
En las elecciones regionales de Colombia de 2007, fue candidata a la Gobernación de San Andrés por el Partido Liberal, sin éxito, al haber sido derrotada por una diferencia de 33 votos por Pedro Gallardo Forbes (Movimiento de Integración Regional). Repitió sus aspiraciones en las elecciones regionales de Colombia de 2011, en las que resultó elegida con 14.269 votos, convirtiéndose así en el candidato más votado que había habido en el departamento, superando a Simón González Restrepo y Leslie Bent Archbold. Llegó a ese puesto gracias al apoyo del exdiputado Leroy Bent Archbold.
En las elecciones legislativas de Colombia de 2018 fue candidata a la Cámara de Representantes por el Partido Liberal, sin éxito. En julio de 2018 fue capturada, acusada de participar de una red de corrupción en la isla durante su mandato y el de su sucesor, Ronald Housni Jaller, el cual habría alcanzado los 112.000.000.000 de pesos. En julio de 2019 se declaró culpable de los cargos de concierto para delinquir agravado, interés indebido en la celebración de los contratos y cohecho propio, siendo condenada a 13 años y 7 meses de prisión.